# Saint-Julien-de-la-Nef
Saint-Julien-de-la-Nef è un comune francese di 131 abitanti situato nel dipartimento del Gard, nella regione dell'Occitania.

## Società

### Evoluzione demografica
Abitanti censiti